# Piccoli grandi eroi
Piccoli grandi eroi (D2: The Mighty Ducks) è un film del 1994 diretto da Sam Weisman. È il sequel del film  Stoffa da campioni e precede il terzo capitolo della saga Ducks - Una squadra a tutto ghiaccio.

## Trama
Gordon Bombay ha ripreso a giocare a hockey abbandonando il lavoro di avvocato, ma un incidente al ginocchio lo costringe a rimanere fuori dai campi. Accetta quindi di condurre nuovamente la sua vecchia squadra di ragazzi nel Minnesota che con l'aggiunta di altri elementi provenienti da tutto il paese sono stati selezionati per rappresentare la nazione nei successivi Goodwill Games (Giochi della Gioventù nella versione italiana).
Dopo un inizio esaltate in cui stracciano ogni avversario (9-2 a Trinidad e Tobago, 11-0 all'Italia) Bombay viene conteso dalle principali tv e dagli sponsor che lo ricoprono di denaro, e comincia a comportarsi come un uomo di spettacolo interessandosi sempre meno alla squadra. Le conseguenze sono disastrose perché la squadra perde fiducia in lui e alcuni ragazzi lo vedono mentre passeggia per strada con l'aiutante dell'allenatore dell'Islanda, una ragazza molto carina. In questo clima la squadra affronta proprio l'Islanda, squadra favorita del torneo e comandata da Wolf Stansson, un allenatore molto furbo ma presuntuoso e burbero con lo staff e con i giocatori.
Il risultato della partita è tremendo: 1-12. Dopo la sconfitta Bombay sottopone i ragazzi ad allenamenti massacranti per punizione e questo porta i ragazzi ad ammutinarsi contro il coach. L'eliminazione matematica avviene dopo due sconfitte quindi l'attesa è grande per la partita con la Germania, ma Bombay non si presenta e la squadra rischia la squalifica.
Riescono a giocare la partita fingendo che Michelle MacKay l'insegnante del gruppo sia il secondo coach, ma Michelle di hockey capisce poco e non riesce a condurre bene la squadra, tuttavia con l'aiuto di Charlie Conway riesce a tenere in piedi la partita, Bombay arriva a metà dell'incontro e chiede scusa a tutti i ragazzi che gli accordano fiducia e lo ripagano vincendo. Sulla via di successi molto faticosi contro Canada e Russia arrivano in finale dove incontrano nuovamente la temutissima Islanda. La partita inizia malissimo, tuttavia la squadra riesce a recuperare con determinazione lo svantaggio e trionfare agli shootout vincendo il titolo.

## La squadra degli Stati Uniti
Allenatore: Gordon Bombay di Minneapolis, Minnesota
- numero 4 - Lester Averman di Brooklyn Park, Minnesota
- numero 6 - Julie Gaffney di Bangor, Maine
- numero 7 - Dwayne Robertson di Austin, Texas
- numero 9 - Jesse Hall di Minneapolis, Minnesota
- numero 16 - Ken Wu di San Francisco, California
- numero 18 - Connie Moreau di Minneapolis, Minnesota
- numero 21 - Dean Portman di Chicago, Illinois
- numero 22 - Luis Mendoza di Miami, Florida
- numero 33 - Greg Goldberg di Filadelfia, Pennsylvania
- numero 44 - Fulton Reed di Stillwater, Minnesota
- numero 56 - Russ Tyler di Los Angeles, California
- numero 96 - Charlie Conway di Minneapolis, Minnesota
- numero 99 - Adam Banks di Edina, Minnesota
- numero 00 - Guy Germaine di Saint Paul, Minnesota

## Curiosità
- Nel film ci sono diversi Camei di alcune star dello sport statunitense, tra questi Greg Louganis, Kareem Abdul-Jabbar, Kristi Yamaguchi e soprattutto Wayne Gretzky, uno dei più grandi hockeisti di sempre.
- Nella traduzione italiana c'è un errore: nella versione originale la squadra partecipa ai Goodwill Games, resi poi come Giochi della Gioventù.